# 斯基特勒山
54°24′S 36°11′W / 54.400°S 36.183°W
斯基特勒山是南極洲的山峰，位於南喬治亞島北岸，是聖安德魯斯灣的北端，海拔高度480米，在1954年由英國南極名稱諮詢委員會命名。